# Ivan Elliott
Ivan Cornelius Elliott Jr. (nacido el 3 de noviembre de 1986 en San Francisco, California) es un jugador de baloncesto estadounidense  que pertenece a la plantilla del BV Chemnitz 99 de la ProA alemana. Con 2.03 de estatura, su puesto natural en la cancha es el de ala-pívot. 

## Trayectoria
Es un ala-pívot formado en la UC Santa Barbara Gauchos, tras no ser elegido en el draft de 2008, debuta como profesional en Letonia en las filas del SK Valmiera. En 2009, el jugador llega a Alemana donde jugaría durante tres temporadas en tres equipos distintos.
Tras un paso de dos temporadas por Italia, Lega DUE, en 2015 volvería a Alemania para jugar en las filas del Phoenix Hagen.
En verano de 2017, firma por el Eisbären Bremerhaven de la BBL alemana.